# Internationale Luchthaven Don Mueang

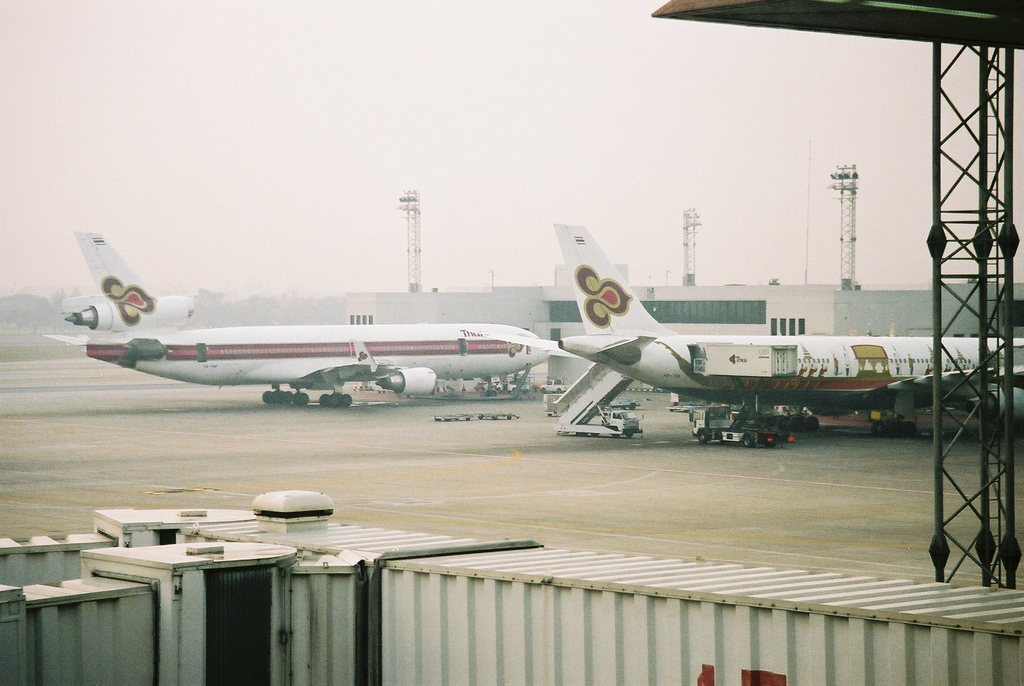
Thai Airways vliegtuigen op Don Muang

De Internationale Luchthaven Don Mueang of Don Muang (Thais alfabet: สนามบินดอนเมือง) is een luchthaven in Bangkok in Thailand.
Tot de opening van Suvarnabhumi in september 2006 was het de belangrijkste luchthaven van Thailand en de thuishaven van Thai Airways. Het vliegveld werd officieel geopend op 27 maart 1914, maar het veld was al eerder in gebruik. Sinds de officiële opening is Don Muang het belangrijkste vliegveld geweest zowel voor de burgerluchtvaart als voor de luchtmacht. Voor de officiële opening was het Sa Pathum-vliegveld het belangrijkst.
Op 1 oktober 2012 werden internationale vluchten hervat om zo de drukte tegen te gaan op Suvarnabhumi. Op 16 maart 2012 werd daarom besloten om Don Mueang te heropenen voor low cost maatschappijen. Het is de hub voor Thai AirAsia, Nok Air en Orient Thai Airlines. Tevens wordt het vliegveld gebruikt voor chartervluchten.
Een gedeelte van de luchthaven is ook in gebruik als luchtmachtbasis van de Koninklijke Thaise luchtmacht en de capaciteit van de start- en landingsbanen moest dus met onder meer gevechtsvliegtuigen en militaire transporttoestellen gedeeld worden.

## Luchtvaartmaatschappijen en bestemmingen
| Luchtvaartmaatschappij | Bestemming |
| ---------------------- | --- |
| AirAsia                | Kuala Lumpur |
| Indonesia AirAsia      | Jakarta-Soekarno-Hatta, Medan, Surabaya |
| Nok Air                | Buriram, Chiang Mai, Chiang Rai, Chumphon, Hat Yai, Khon Kaen, Krabi, Lampang, Loei, Mae Sot, Nakhon Phanom, Nakhon Si Thammarat, Nan, Phitsanulok, Phrae, Phuket,Ranong, Sakon Nakhon, Surat Thani, Trang, Ubon Ratchathani, Udon Thani, Yangon, Ho Chi Minh City |
| Orient Thai Airlines   | Chiang Mai, Chiang Rai, Hat Yai, Phuket Charter: Hong Kong, Seoul-Incheon |
| Solar Air              | Chumphon, Hua Hin, Loei, Mae Sot, Phrae, Roi Et, U-Tapao |
| Thai AirAsia           | Binnenlands: Chiang Mai, Chiang Rai, Hat Yai, Krabi, Nakhon Phanom, Nakhon Si Thammarat, Narathiwat, Phuket, Roi Et, Surat Thani, Trang, Ubon Ratchathani, Udon Thani Internationaal: Chennai, Chongqing, Colombo [eindigde 11 oktober 2012], Denpasar/Bali, Guangzhou, Hangzhou, Hanoi, Ho Chi Minh City, Hong Kong, Jakarta-Soekarno-Hatta, Kolkata, Kuala Lumpur, Macau, Mandalay, Penang, Phnom Penh, Shenzhen, Singapore, Wuhan, Xi'an, Yangon |
| V-Air                  | Taipei-Taiwan |

## Geschiedenis
Voor de opening van Suvarnabhumi in 2006 had Don Muang de IATA luchthavencode BKK. Deze code heeft het overgedragen aan de nieuwe luchthaven. Don Muang heeft sinds 25 maart 2007 de IATA luchthavencode DMK.
Het was de belangrijkste hub voor Thai Airways en een aantal lokale maatschappijen. In 2001 bedienden 65 luchtvaartmaatschappijen de luchthaven volgens de dienstregeling, verder waren er nog chartermaatschappijen waardoor het aantal maatschappijen de 80 overschreed. Dit aantal was lager dan het aantal op het hoogtepunt in 1998 toen er 71 luchtvaartmaatschappijen een dienstregeling op de luchthaven onderhielden (gevolg van competitie van Singapore en Kuala Lumpur). De luchthaven handelde meer dan 30.000.000 passagiers (internationaal en nationaal), 160.000 vluchten en 700.000 ton vracht per jaar af. Volgens de TAT (Tourism Authority of Thailand) arriveerden er 10.676.889 internationale passagiers in Thailand in 2001. Hiernaast arriveerden er ook nog 1.815.342 passagiers die de luchthaven als transit gebruikten naar een andere bestemming.
Don Muang heeft drie terminals. Terminals 1 en 2 waren voor internationale vluchten en de Terminal 3 voor binnenlandse vluchten. Terminal 1 en 2 zijn direct tegen elkaar aan gebouwd, de Terminal voor binnenlandse vluchten was via een loopbrug bereikbaar.

### Nieuwe luchthaven
Vanwege de beperkte capaciteit en de daarbij behorende overbelasting is men in 2002 begonnen met de aanleg van een nieuwe internationale luchthaven, Suvarnabhumi genaamd. De bouw van deze luchthaven was al meer dan 40 jaar gepland, maar door corruptie en politieke twisten heeft het tot 2002 geduurd voor de eerste paal geslagen kon worden. Suvarnabhumi heeft per 28 september 2006 alle commerciële operaties (internationaal luchtverkeer en binnenlandse vluchten) van Don Muang overgenomen. Dit heeft precies een half jaar geduurd, en toen is een aantal maatschappijen, deels, voor hun binnenlandse verbindingen teruggekeerd naar de oude luchthaven.

### Bezetting door demonstranten
In november 2008 werden de luchthavens van Bangkok ongeveer een week bezet gehouden door tegenstanders van de Thaise premier Somchai, de People's Alliance for Democracy (PAD). De betogers hielden ook de verkeerstorens bezet, waardoor duizenden passagiers vast kwamen te zitten. Sommige luchtvaartmaatschappijen besloten om passagiers via de luchthaven van Phuket te laten vertrekken. De demonstranten trokken zich pas terug toen door beslissing van een rechtbank de regering moest aftreden.

### Mensensmokkel en drugssmokkel
Doordat de luchthaven aan de rand van zijn capaciteit zat was het erg moeilijk om de grote passagiersstromen in de gaten te houden, wat weer leidde tot andere problemen.
Don Muang werd vanaf de jaren 90 van de 20ste eeuw steeds maar meer als doorvoerhaven in de mensensmokkel gebruikt door bendes die misbruik maakten van de lakse controle door de immigratie. Dit vormde een probleem dat Thailand veel buitenlandse kritiek opleverde. Onderzoek heeft uitgewezen dat een aantal van de mensen achter de aanslagen van 9/11, via Bangkok gereisd zijn en daar valse papieren hebben opgedaan. Hierdoor worden personen op vluchten naar de Verenigde Staten en Canada nog een keer gecontroleerd bij de tussenlanding in Hongkong, Tokio of een andere luchthaven. Ook controleren ambtenaren/politieofficieren van een aantal EU-landen in samenwerking met luchtvaartmaatschappijen de papieren voor het boarden vaak een tweede keer. Dit wordt door de Thaise autoriteiten met tegenzin toegestaan.
Ook de heroïne- en andere drugssmokkel via Don Muang was een groot probleem. Veel mensen van verschillende nationaliteiten werden jaarlijks aangehouden met drugs in grotere en kleinere hoeveelheden.

## Transport

### Auto
De luchthaven ligt aan thanon Vibhavadi-Rangsit, een brede weg met drie banen in beide richtingen. Daarbovenop is er ook nog een verhoogde tolsnelweg aangelegd met even veel rijbanen.

### Bus
De Airportbus staat ongeveer ter hoogte van de taxistandplaats en heeft drie routes, respectievelijk naar de Sukhumvit, Silom en Kao Sarn-gebieden. De bussen doen een groot gedeelte van de belangrijke hotels aan. Daarnaast zijn er ook reguliere buslijnen:
- Lijn 29 van Thammasat University en Rangsit naar Victory Monument en Hua Lamphong
- Lijn 59 van Rangsit naar Sanam Luang
- Lijn 95 Kor. van Rangsit naar Bang Kapi
- Lijn 187 van Techno Thanyaburi naar Sipaya
- Lijn 356 groene lijn van Pak Kret naar Don Mueang en Saphan Mai
- Lijn 356 rode lijn van Saphan Mai naar Pak Kret
- Lijn 504 van Rangsit naar Bangkok Bridge
- Lijn 510 van Thammasat University naar Victory Monument
- Lijn 538 van Rangsit via Don Mueang Tollway naar Victory Monument
- Lijn 554 van Rangsit via motorway naar Suvarnabhumi
- Lijn 555 van Rangsit via Vibhavadi Rangsit , Ror do Center naar Suvarnabhumi.

### Trein
De Thaise Staatsspoorwegen hebben een treinstation bij de luchthaven dat met een loopbrug bereikbaar is. Vanaf hier kan men treinen nemen naar Bangkok (Hua Lamphong) of naar andere bestemmingen in het noorden en noordoosten van Thailand.

## Golfbaan
Tussen de twee start- en landingsbanen van de luchthaven ligt er een golfbaan, die eigendom is van de militairen. Alhoewel het bezoek hieraan aan restricties onderhevig is kan toch iedereen op uitnodiging van een lid van de golfbaan hier komen spelen. Ballen van de golfbaan komen ook nog weleens op de banen terecht en de golfkarretjes moeten over het banenstelsel naar het clubhuis. Toen George W. Bush op bezoek kwam voor de APEC-conferentie in Bangkok is de golfbaan tijdelijk gesloten.